# Siedlung Weißenböckstraße
Die Siedlung Weißenböckstraße ist eine städtische Wohnhausanlage in der Simmeringer Hauptstraße 192–198 und der Weißenböckstraße 1–27 im 11. Wiener Gemeindebezirk, Simmering, zwischen dem historischen Ortszentrum und dem Wiener Zentralfriedhof.
Achleitner bezeichnete sie 1990 als eine der schönsten und liebenswürdigsten Anlagen des Wiener Siedlungsbaus.

## Geschichte
Im Roten Wien der Zwischenkriegszeit entstanden zahlreiche kommunale Wohnbauten, vor allem in den von vielen Arbeitern bewohnten Außenbezirken Favoriten und Simmering. Die Siedlung Weißenböckstraße wurde von 1922 bis 1928 in zwei Bauetappen nach Entwürfen von Alfons Hetmanek und Franz Kaym errichtet.
Auf dem Grundstück im Bereich Weißenböckstraße / Petzoldgasse / Reischekgasse sollten Häuser für Bedienstete der Wiener Gaswerke und Straßenbahner errichtet werden, da sich im Bezirk ein großes städtisches Gaswerk befand und unweit des Siedlungsareals bis heute eine Remise der Städtischen Straßenbahnen besteht.
Da dieses Projekt nicht realisiert wurde, ließ die Gemeinde Wien 1922 / 1923, als Selbstversorgersiedlung geplant, 71 Reihenhäuser errichten, die über Nutzgärten (je 350 Quadratmeter) und Ställe verfügten. In der zweiten Bauetappe wurden 1927 / 1928 Wohnhäuser mit insgesamt 56 Wohnungen entlang der Simmeringer Hauptstraße gebaut.
Benannt ist die Wohnsiedlung nach der angrenzenden Weißenböckstraße, die wiederum 1884 nach dem Gastwirt und Hausbesitzer Johann Weißenböck (1812–1871) benannt wurde, der einst in der nahegelegenen Kaiserebersdorfer Straße 72 wohnte und sich wohltätig für Simmering engagierte.
Von 2004 bis 2005 wurde die Wohnsiedlung saniert, dabei wurden unter anderem die Fenster und Türen erneuert, das Dach neu gedeckt sowie Maßnahmen zur Wärmedämmung durchgeführt.

## Architektur und Gestaltung
Die 128 Wohneinheiten umfassende, denkmalgeschützte Siedlung wird (im Uhrzeigersinn) durch Simmeringer Hauptstraße, Reischekgasse, Petzoldgasse, Wilhelm-Kreß-Platz und Weißenböckstraße begrenzt. Die im Zuge des ersten Bauabschnitts errichteten Reihenhäuser sind schlicht gehalten und wirken eher rustikal.
Die 1928 fertiggestellten, zwei- bis dreigeschoßigen Mehrparteienhäuser hingegen weisen teilweise villenartiges Äußeres auf und verfügen über historistische Fassadenelemente. Die Risalite und Gesimse wurden im Stil der kommunalen Architektur des Roten Wien gestaltet. Die Gebäude aus der zweiten Bauetappe umgeben einen „Marktplatz“ (Achleitner: Gartenstadtidylle), auf dem sich ein von Fritz Tiefenthaler nach 1950 geschaffener Zierbrunnen befindet.